# Nesolestes mariae
Nesolestes mariae är en trollsländeart som beskrevs av Aguesse 1968. Nesolestes mariae ingår i släktet Nesolestes och familjen Megapodagrionidae. IUCN kategoriserar arten globalt som otillräckligt studerad. Inga underarter finns listade i Catalogue of Life.